# Кастьоне-делла-Презолана
Кастьоне-делла-Презолана (итал. Castione della Presolana) — коммуна в Италии, находится в регионе Ломбардия, подчиняется административному центру Бергамо.
Население составляет 3285 человек, плотность населения составляет 78 чел./км². Занимает площадь 42 км². Почтовый индекс — 24020. Телефонный код — 0346.
Покровителем коммуны почитается святой Александр из Бергамо. Праздник ежегодно празднуется 26 августа.

## Города-побратимы
- Бон-ан-Шабле, Франция
- Аденау, Германия